# Лефевр, Жюль
Жюль-Жозеф Лефевр (фр. Jules Joseph Lefebvre; 14 марта 1836, Турне — 24 февраля 1911, Париж) — французский салонный художник академического направления периода Второй Империи, рисовальщик и живописец, работавший в жанре портрета и ню.

## Биография

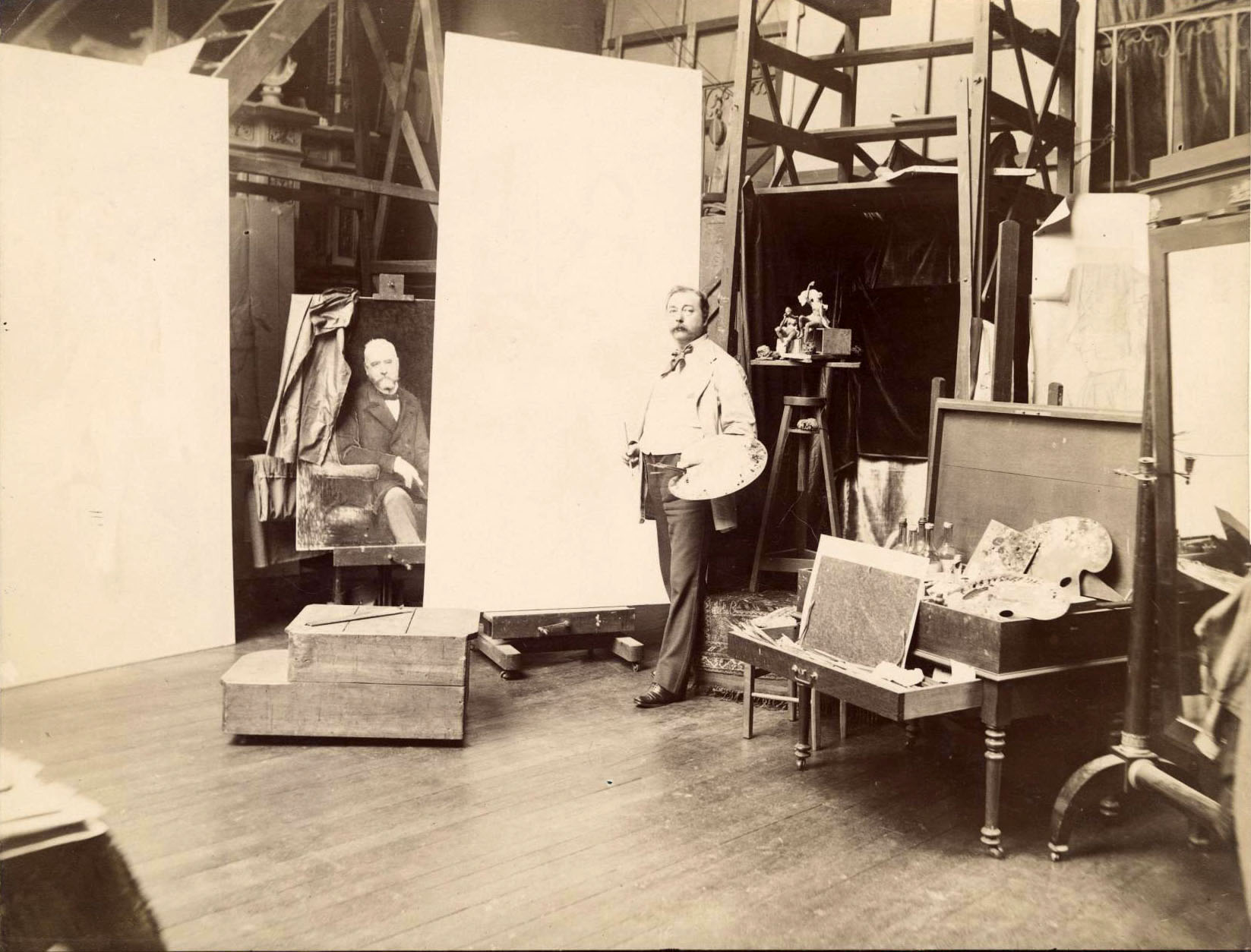
Жюль Лефевр в своей мастерской. Фотография между 1885 и 1890 гг.

Семья Жюля Жозефа Лефевра, родом из Турнан-ан-Бри в департаменте Сена и Марна, обосновалась в Амьене около 1836 года. Его отец работал пекарем. Ребёнок посещал муниципальную школу рисования, где его учитель, Жозеф Фюсилье, отметил его талант. В 1852 году Жюль Лефевр поступил в Школу изящных искусств в мастерскую пейзажиста Леона Конье. Не имея возможности содержать его в Париже, отец обратился за помощью к городу Амьен, который предоставил ему стипендию, чтобы он мог полностью посвятить себя живописи.
Жюль Лефевр участвовал в парижской Всемирной выставке 1855 года. В 1861 году за картину «Смерть Приама» получил первую Римскую премию, после чего смог уехать в Италию. В Риме он написал картины: «Юноша, раскрашивающий трагическую маску», «Отцелюбие римлянки» (1864), «Паломничество в монастырь Сакро-Спако, близ Субиако» (1865), «Спящая молодая девушка» (1865), «Нимфа и Бахус-дитя» (1866) и «Папа Пий IX в Петровском соборе» (1867).
За период с 1855 по 1898 год Жюль Лефевр выставил в парижских салонах семьдесят два портрета. В 1891 году он был избран членом Академии изящных искусств в Париже.
Жюль Лефевр известен прежде всего сладострастными картинами с обнажённой женской натурой, в этом жанре он соперничал с Вильямом Бугро. В 1868 году он вызвал скандал картиной «Лежащая женщина». Его самая известная работа, несомненно, «Истина» — обнажённая женщина, выходящая из колодца с зеркалом на расстоянии вытянутой руки (Париж, Музей Орсе). Также заслуживает внимания «Леди Годива»[Примечание 1] (Амьен, Музей Пикардии) 1890 года.
Лефевр был профессором Академии Жюлиана в Париже. Он был женат на Луизе Делиньер, также дочери булочника; свояком Лефевра был флейтист Поль Таффанель.

## Работы
Лучшие произведения, исполненные им со времени приезда его из Рима: «Истина», фигура нагой молодой женщины, держащей над своей головой лучезарный шар (1870; в Музее Орсе), «Стрекоза» (1872), «Пандора» (1877), «Миньона» (1878), «Диана с нимфами, застигнутая во время купанья» (1879), «Фьяметта» (1881), «Ундина» (1881), а также портреты принца Наполеона-Эжена (1874), виконтессы Монтескьё и другие. В Эрмитаже есть его картина «Мария Магдалина в гроте» (1876).

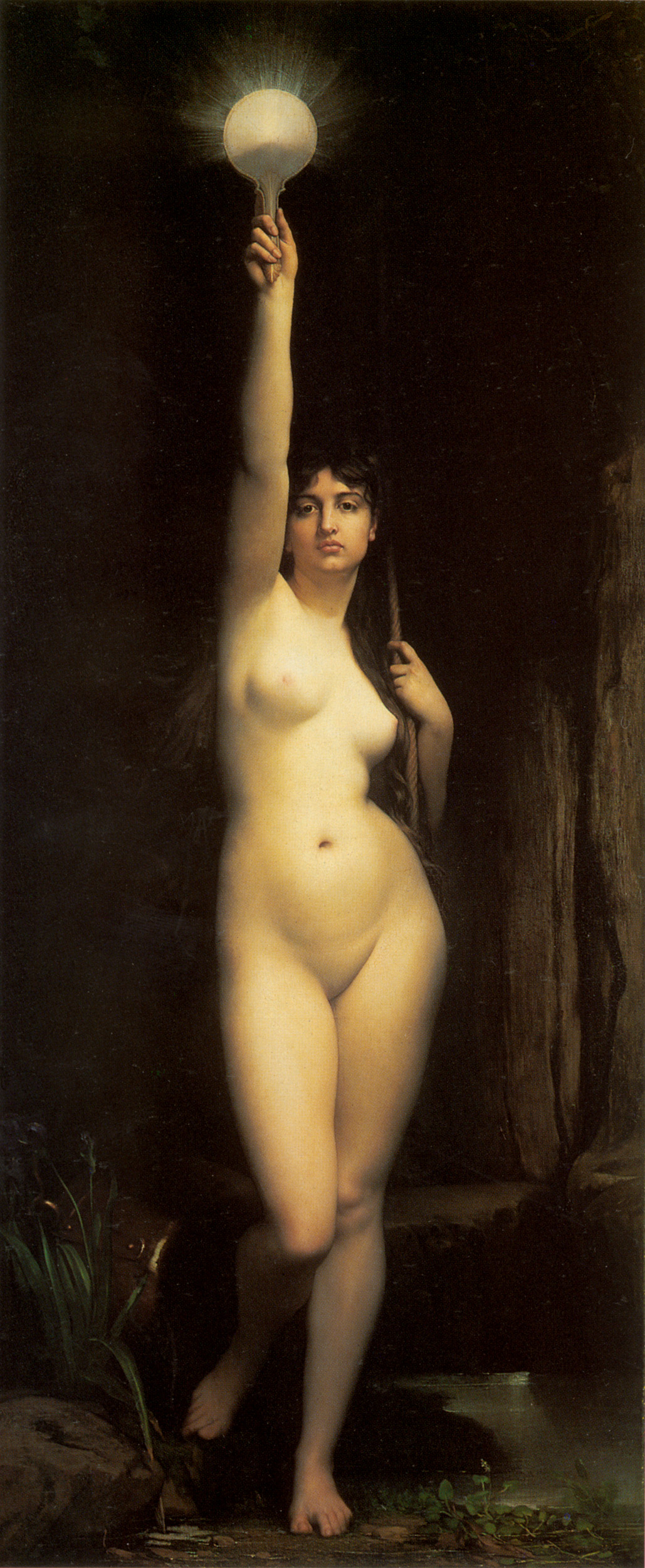
Истина (1870). Музей Орсе
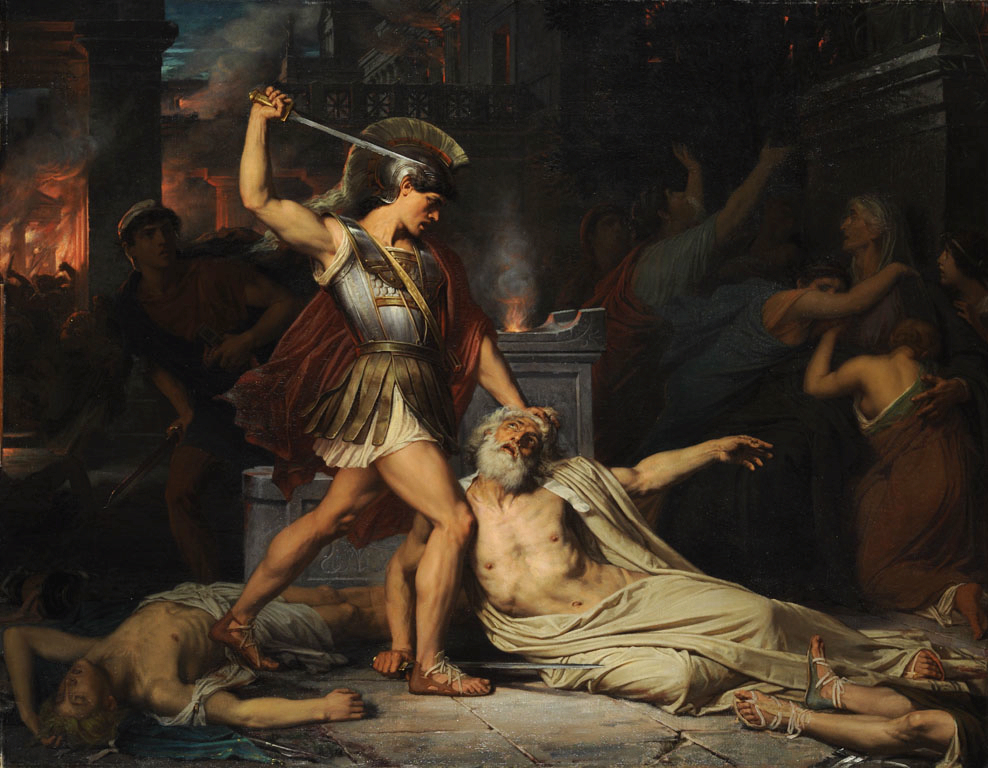
Смерть Приама (1861)
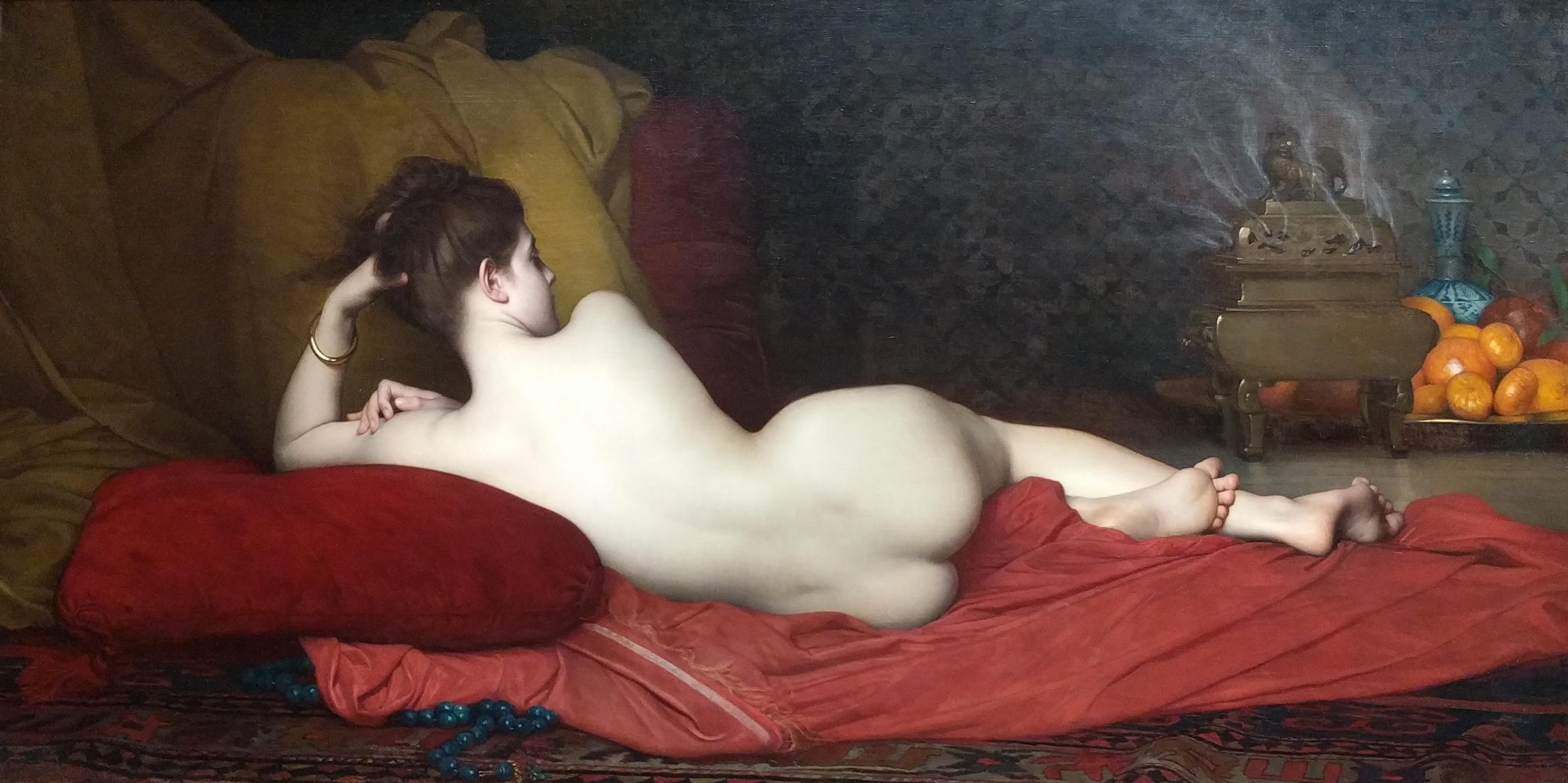
Одалиска (1874)
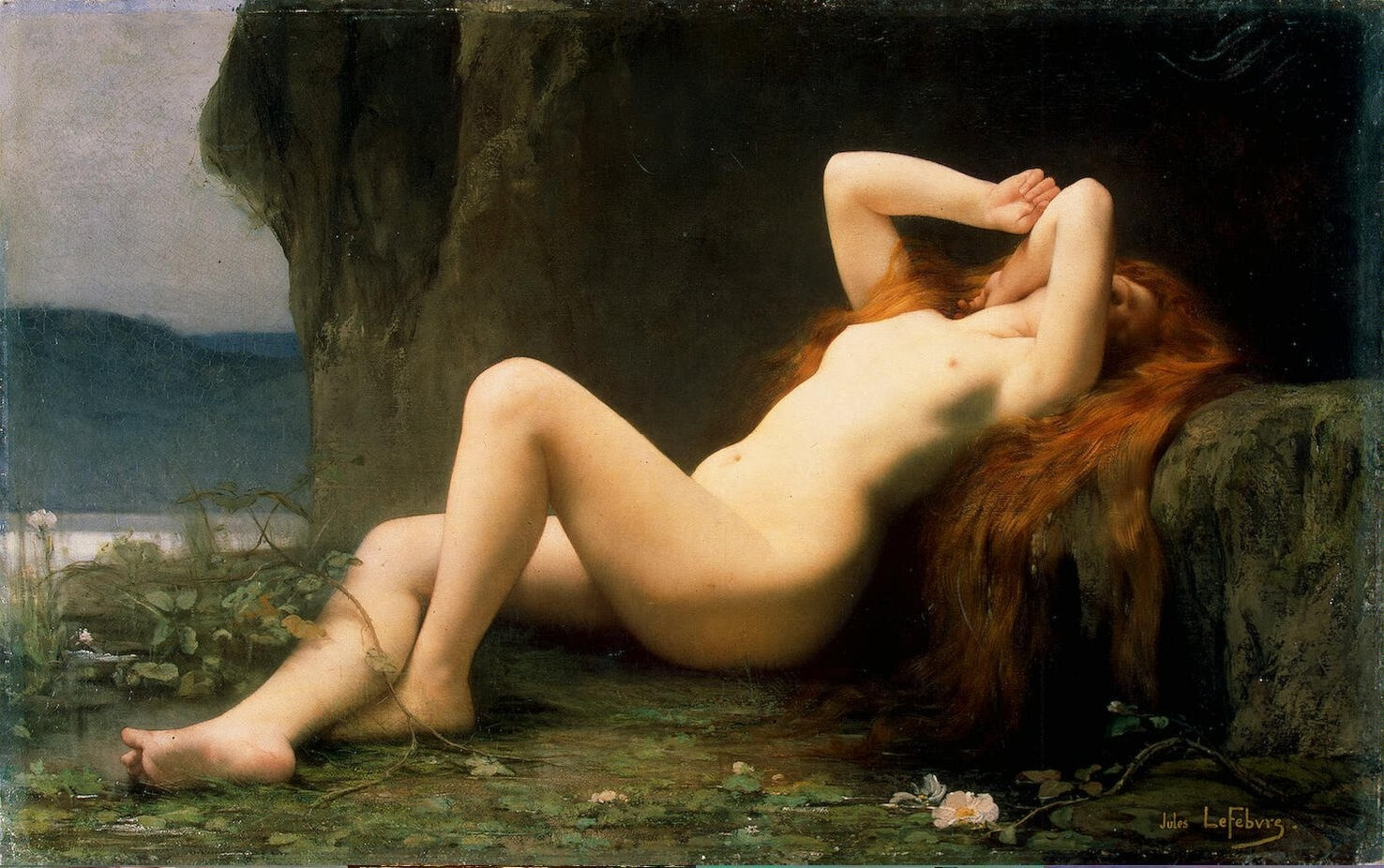
Мария Магдалина в гроте (1876). Эрмитаж
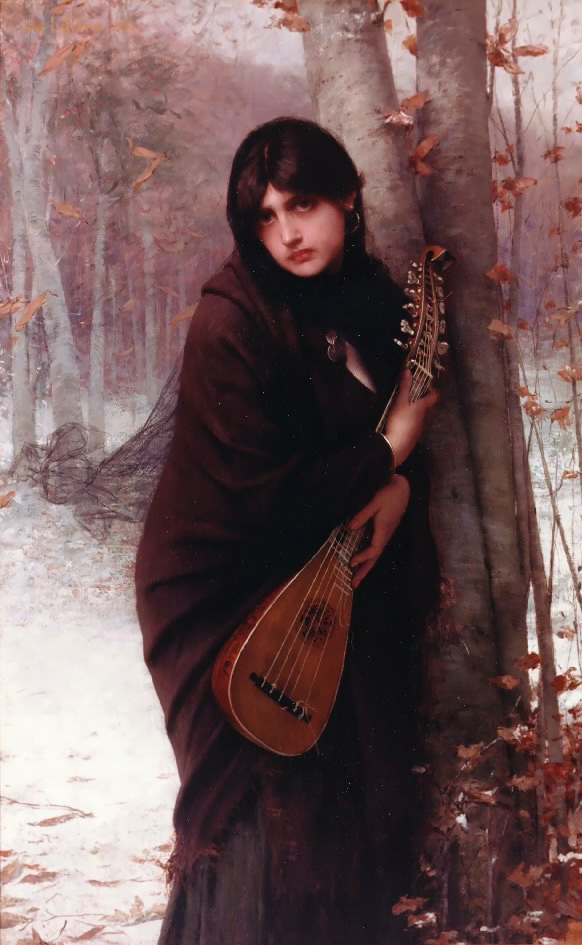
Девушка с мандолиной (1870-е). Частная коллекция Фреда и Шери Росс
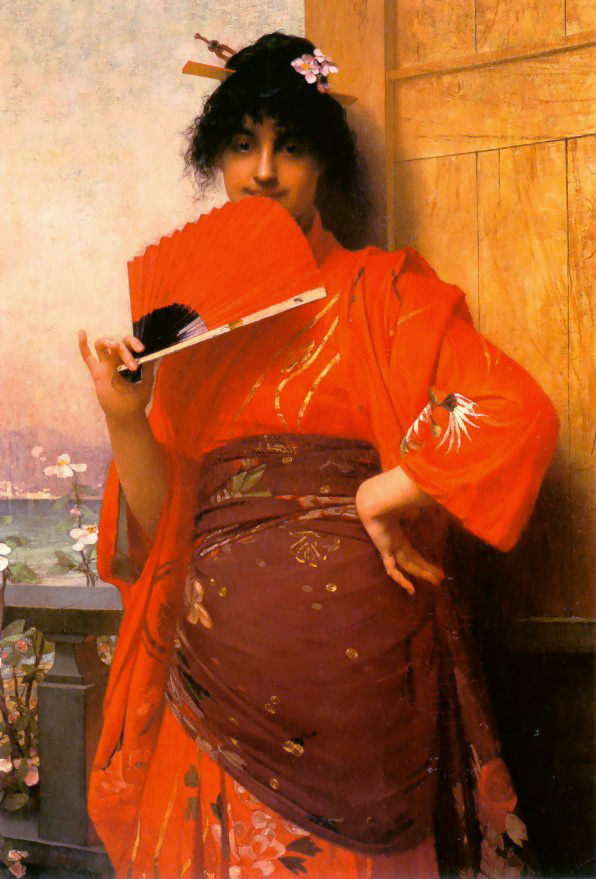
Японка - язык веера (1882)
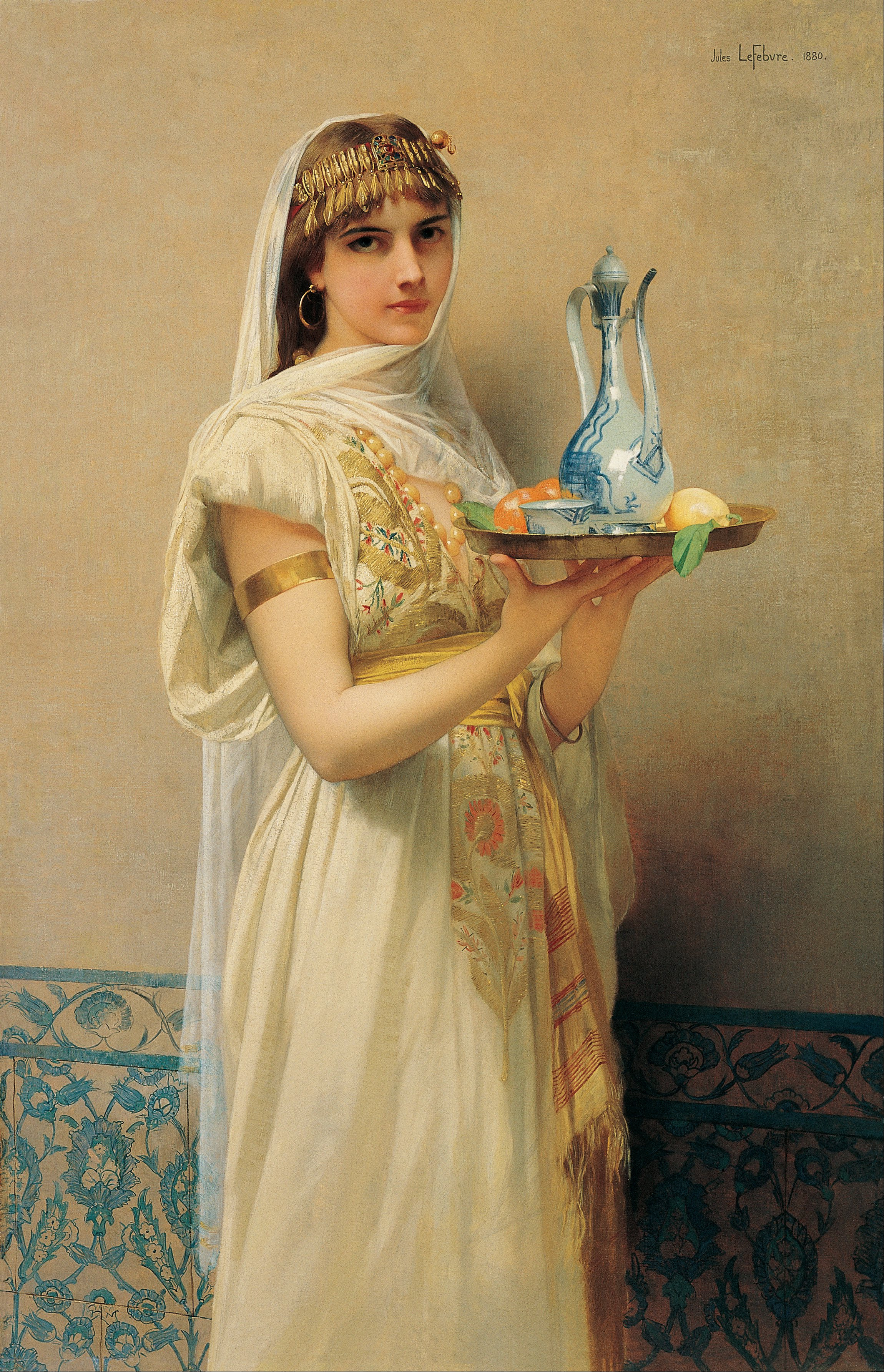
Служанка» (1880). Музей Пера
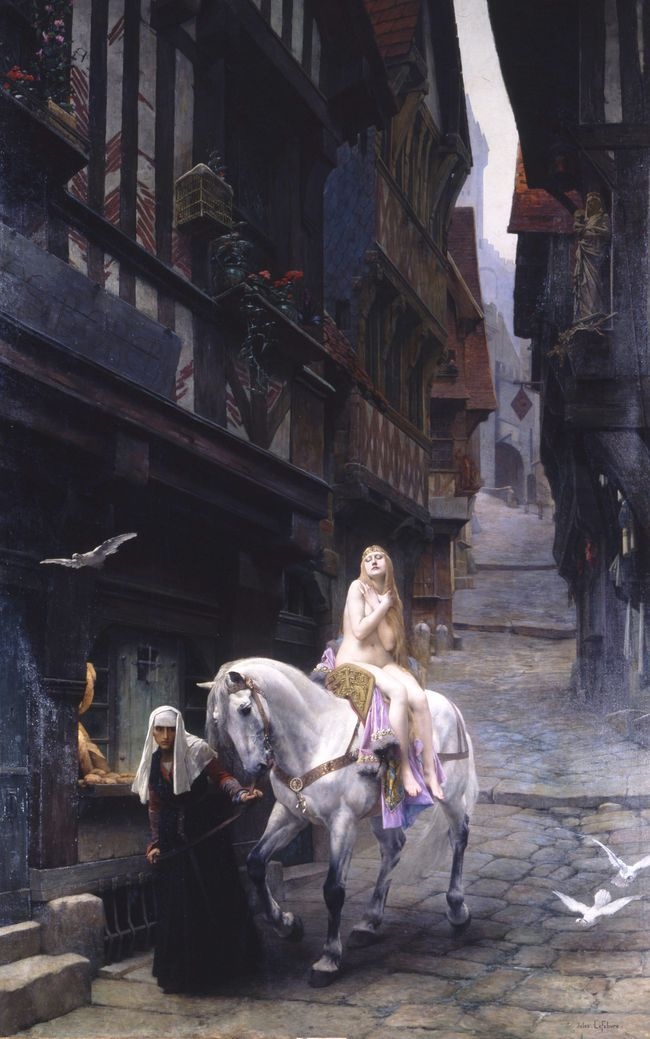
Леди Годива (1891)